# 藤城清治
藤城 清治（ふじしろ せいじ、1924年〈大正13年〉4月17日 - ）は、日本の影絵作家。キャラクター「ケロヨン」の原作者としても知られる。東京府（東京都）出身・目黒区在住。ホリプロ（同社も目黒区に所在）とマネジメント契約を結んでいる。

## 年譜

### 出生-1940年代
- 1924年（大正13年）、東京に生まれる。3人きょうだいの末っ子（兄と姉がいる）。父は三菱銀行に勤務する銀行員、母は元小学校教員。幼少時より、画才を認められる。
- 1936年（昭和11年）、12歳の時に慶應義塾普通部（旧制）入学。仙波均平に水彩画、エッチング、油絵の指導を受ける。この頃、先輩の縁で、猪熊弦一郎のアトリエに出入りし、モダニズム絵画に影響を受ける。
- 1940年（昭和15年）、慶應義塾大学経済学部予科入学。児童文化研究会の公演にて人形劇と出会う。
- 1943年（昭和18年）、海軍予備学生となり、翌年に20歳で少尉任官、九十九里浜沿岸防備に就くも、赴任地で指人形を使い少年兵らと共に慰問演芸会を行う。
- 1946年（昭和21年）、慶應義塾大学復学（大学2年）。講師の小澤愛圀（よしくに）により、人形劇・影絵を知る。人形劇と影絵の劇場「ジュヌ・パントル」を結成（「ジュヌ・パントル」は後年、「木馬座」と名称変更）。
- 1947年（昭和22年）、慶應義塾大学経済学部卒業。東京興行（現：東京テアトル）入社、宣伝部勤務。テアトル銀座、銀座全線座のパンフレットを編集、淀川長治、双葉十三郎の影響を受ける。
- 1948年（昭和23年）、花森安治の雑誌「暮しの手帖」にて、影絵連載開始[注釈 1]。慶應・三田演説館にて影絵劇上演。

### 1950年代
- 1950年（昭和25年）、初の影絵絵本『ぶどう酒びんのふしぎな旅』出版 衣裳研究所。滝山千代と結婚、1女を儲ける[2]。
- 1951年（昭和26年）、芥川也寸志音楽による人形音楽劇『雪の女王』制作（銀座交詢社ホール、生演奏による上演）。テアトル東京を辞職、フリーとなる。
- 1952年（昭和27年）、アサヒビール系ビヤホールに影絵ガラス壁画を制作（銀座ピルゼン他）。NHK、テレビの試験放送開始。NHKの専属となる。
- 1953年（昭和28年）、朝日新聞日曜版紙面にて、影絵連載。伊福部昭音楽による影絵劇『せむしの子馬』を制作（銀座交詢社ホールにて伊福部指揮の生演奏による上演）。
- 1954年（昭和29年）、児童文化誌「絵本木馬」を創刊（14号まで発行）。影絵劇『泣いた赤鬼』にて東京都児童演劇コンクール奨励賞（DVD「藤城清治 つるの恩がえし/泣いた赤鬼」 ASIN B000S00LT2）。
- 1956年（昭和31年）、影絵劇『銀河鉄道の夜」にて、1956年度国際演劇参加読売児童演劇祭奨励賞、日本ユネスコ協会連盟賞受賞（DVD「藤城清治 銀河鉄道の夜」 ASIN B000P5FY2O）。
- 1958年（昭和33年）、「中央公論」連載の『西遊記』（邱永漢作）の挿絵を担当（1962年まで）。

### 1960-1970年代
- 1960年（昭和35年）、影絵劇『海に落ちたピアノ』初演（大阪毎日ホール）。影絵画集「影絵」出版（東京創元社）。
- 1961年（昭和36年）、劇団木馬座による等身大ぬいぐるみ人形劇を創案。
- 1962年（昭和37年）、木馬座と共同でみんなのうたで、雪とこどものアニメーションを制作。
- 1966年（昭和41年）、『木馬座アワー』のキャラクターとして、「ケロヨン」を創作。日本テレビ『木馬座アワー』を自主提供。12月、日本武道館にて、第1回ケロヨンショーを開催[注釈 2]。
- 1971年（昭和46年）、東京12チャンネルにて『ベーバック』放映。この年の木馬座武道館公演が混乱し、問題となる。
- 1972年（昭和47年）、公演の混乱等の諸問題によって「木馬座」を離れる。影絵・人形劇公演自体は「ジュヌ・パントル」として、活動を継続。
- 1974年（昭和49年）、「暮しの手帖」の影絵連載を、カラー影絵に変更して連載継続。
- 1977年（昭和52年）、『藤城清治影絵画集』出版（講談社）。
- 1978年（昭和53年）、花森安治死去。後を継ぎ「暮しの手帖」の表紙を描く。

### 1980年代
- 1980年（昭和55年）、影絵劇『シャクンタラー姫』が厚生省児童福祉文化奨励賞受賞[3][4]。
- 1981年（昭和56年）、影絵画集『イエス』出版（日本基督教団出版局、制作期間3年）。
- 1982年（昭和57年）、国際交流基金の派遣による文化親善使節に任命され、パキスタン、ヨルダン、エジプト、アラブ首長国連邦等で影絵劇上演。影絵劇『銀河鉄道の夜』が第37回文化庁芸術祭で優秀賞受賞（DVD「藤城清治 銀河鉄道の夜」 ASIN B000P5FY2O）。[5]。
- 1983年（昭和58年）、絵本『銀河鉄道の夜』がチェコスロバキアのブラチスラヴァ国際絵本原画展で金のリンゴ賞受賞（絵本「銀河鉄道の夜」ISBN 4062003953 ）。『藤城清治影絵の世界・シルエットアートその作品と技法』出版（東京書籍）。
- 1986年（昭和61年）、『藤城清治影絵劇の世界・シルエットプレイその歴史と創造」出版（東京書籍）。
- 1989年（平成元年）春、紫綬褒章受章[6]。「鐘崎笹かまメルヘン館大壁画」制作（仙台市）。

### 1990年代
- 1990年（平成2年）、影絵劇『幻想列車』制作上演（長崎「旅・博覧会」）。
- 1991年（平成3年）、影絵画集『天地創造』出版（日本基督教団出版局、制作期間11年）。影絵劇『森のメヌエット』制作上演（北九州博覧会）。
- 1992年（平成4年）、「藤城清治影絵美術館」開設（山梨県昇仙峡）。
- 1993年（平成5年）、影絵劇『夢ふたたび月へ』[7]制作上演（信州博覧会）。このライブ上演にて、'93エキスポ大賞受賞。
- 1995年（平成7年）春、勲四等旭日小綬章受章[6]。
- 1996年（平成8年）、「藤城清治影絵美術館」開設（現:世界の影絵・きり絵・ガラス・オルゴール美術館-長野県白樺湖湖畔）。「暮しの手帖」の影絵連載終了。
- 1997年（平成9年）、影絵画集『ウィー・アー・ザ・ワールド/歌が世界を動かした』出版（星の環会）。影絵劇『夢きらめく海へ』[7]制作上演（鳥取夢みなと博覧会）。また'97エキスポ地球振興賞受賞。
- 1998年（平成10年）、「コロボックル影絵美術館」開設（北海道遠軽町生田原、木のおもちゃワールド館ちゃちゃワールド内）。
- 1999年（平成11年）、日本児童文芸家協会より児童文化特別功労賞受賞[8]。

### 2000年代
- 2001年（平成13年）、北九州博覧祭2001にて4ヶ月ライブ上演。ジャパンエキスポ大賞受賞。
- 2006年（平成18年）、妻千代死去。享年82[2]。
- 2008年（平成20年）、画業60周年記念として、影絵・ぬいぐるみ人形劇等映像作品のDVD発売。
- 2011年（平成23年）、太田光（爆笑問題）原作の絵本「マボロシの鳥」を制作（講談社）。自宅スタジオ展開催。
- 2013年（平成25年）、栃木県那須町に「藤城清治美術館」が開館[9]。第36回 巖谷小波文芸賞受賞[10]。
- 2014年（平成26年）、絵本『画本 風の又三郎』（ISBN 4062185733 ）にて、第24回 宮沢賢治賞受賞[11][12]。
- 2017年（平成29年）、2016年 第50回造本装幀コンクールで「藤城清治の旅する影絵 日本」が「日本印刷産業連合会会長賞」を受賞（ISBN 406219614X ）[13][14]。
- 2019年（平成31年/令和元年）、宮崎空港に日向神話ステンドグラス完成（「神の光 生命の国 愛と花」）[15][16]。
- 2021年（令和3年）、「光の世界メルヘン展」が福井市美術館にて開幕した。
- 2024年（令和6年）、4月17日に、100歳を迎えた[17]。

## 著書
- 『ぶどう酒びんのふしぎな旅』衣裳研究所　1950
- 『影絵 藤城清治作品集』東京創元社 1960
- 『影絵と詩のアルバム』さ・え・ら書房 1962
- 『藤城清治影絵画集』講談社 1977.3
- 『こころの風景』1978.3 講談社文庫
- 『遠い日の風景から 藤城清治メルヘン画集』講談社 1980.12
- 『ヨーロッパの森のなかで 藤城清治メルヘン画集』講談社 1980.12
- 『藤城清治影絵の世界 シルエット・アート作品とその技法』東京書籍 1983.3
- 『影絵はひとりぼっち』三水社 1986.1
- 『藤城清治影絵劇の世界 シルエット・プレイその歴史と創造』東京書籍 1986.11
- 『天地創造』日本基督教団出版局 1992.6
- 『ヨーロッパの教会 藤城清治スケッチ集』日本基督教団出版局 1994.1
- 『藤城清治作品集 愛を謳う光と影』美術出版社 2003.5
- 『藤城清治影絵聖書画集』いのちのことば社フォレストブックス 2003.10
- 『光は歌い影は躍る 藤城清治の軌跡』佼成出版社 2004.1
- 『藤城清治光と影の奇蹟 画業60年、影絵第一人者の藤城清治の創造のプロセスを一挙紹介!!!』美術出版社 2006.11
- 『光の散歩影のおしゃべり』新潟日報事業社 2007.8
- 『藤城清治 光あれ、影あれ 創作活動65周年』美術出版社 2008.11
- 『藤城清治 光と影の世界』平凡社, 2012.
- 『光の祈り 藤城清治作品集』白泉社, 2013
- 『藤城清治の旅する影絵日本』講談社, 2015
- 『アッシジの聖フランシスコ』影絵と文. 女子パウロ会, 2016
- 『ブーちゃん』絵・文. 講談社, 2016

### 共著
- 『そんごくう』邱永漢文 フレーベル館トッパンのキンダー絵本6, 1963[18]
- 『お母さんが読んで聞かせるお話』富本一枝共著 暮しの手帖社 1972
- 『聖書のおはなし 藤城清治影絵聖画集』野田秀文 いのちのことば社シーアール企画 1995.8

## 作品
- 月光の響
- こびとたちのオーケストラ
- 夜桜
- 猫と少女の音楽会
- 花の夢
- 2300匹 鐘が鳴り響く祈り（1989年）：鐘崎笹かまぼこ館（仙台市）
- 地球讃歌（1992年）：堺市中保健所壁画
- 流響（1997年）：JR上田駅待合室ふれんど内壁画
- 光彩陸離（1998年）：藤城清治コロボックル影絵美術館蔵（縦9m×幅18m、影絵としては世界最大級の壁画）
- 生命讃歌（1999年4月）：介護老人保健施設あんず （医療法人杏園会 熱田リハビリテーション病院 旧:伊藤病院）壁画
- 光る海・光る森（2000年）：上尾児童館壁画
- 愛の泉（2004年）：カルピス株式会社本社新館ロビー壁画
- こびとの楽園（2005年8月）：介護老人保健施設かなやま（医療法人杏園会 熱田リハビリテーション病院 旧:伊藤病院）壁画
- 赤い靴（2014年6月）朝日新聞 - 私の描くグッとムービー
- 日本一大阪人パノラマ（2014年）[19]
- ラビー・コーヒー 人生のルーツ（2018年。2017年10月に開店した「ラ・ビーカフェ」のために藤城が制作[20]。店内に原画が展示[21]。）
- 神の光 生命の国 愛と花 ～宮崎と日本の神秘の美しさを世界へ～（2019年）：宮崎空港 日向神話ステンドグラス[15][16]

### 映像作品

#### みんなのうた
- ◆は、5分間1曲枠の楽曲（ロングのうた）。
- 1.雪とこども / 伊藤京子、東京少年少女合唱隊（1962年2月・3月放送）
- 2.ゆりかごのうた / ボニージャックス（1967年4月・5月放送）
- 3.星と虹と / 芹洋子（1972年10月・11月放送）
- 4.エントツそうじの男の子 / 小椋佳（1983年8月・9月放送）
- 5.大きな月 / 森若香織（1999年8月・9月放送）
- 6.HANA / 暮部拓哉（2008年2月・3月放送）◆

#### その他
- 宇津救命丸 CM（1975年頃）[22][23][24]
- 朝日放送 クロージング（1974年 - 1989年）※BGMはキダ・タロー作曲[25][26]
- ネッスル「ブライト」CM（1979年-1980年）[27]
- 東京電力 CM（1986年）※ナレーションは市原悦子[28][29][30]
- TEPCO天気情報 オープニング（1998年まで、テレビ東京）[31][32][33]
- とちぎテレビ 天気予報（2012年）[34][35]

※パルナス製菓 CM（1960年代 - 1990年頃）の原画が藤城清治のものであるという情報がネットにあるが、間違いであるとのこと。

## 受賞・栄典
- 1954年（昭和29年） - 東京都児童演劇コンクール奨励賞　影絵劇『泣いた赤鬼』（DVD ASIN B000S00LT2）
- 1956年（昭和31年） - 1956年度 国際演劇参加読売児童演劇祭奨励賞、日本ユネスコ協会連盟賞　影絵劇『銀河鉄道の夜』（DVD ASIN B000P5FY2O）
- 1980年（昭和55年） - 厚生省児童福祉文化奨励賞　影絵劇『シャクンタラー姫』[3][4]
- 1982年（昭和57年） - 第37回文化庁芸術祭 優秀賞　影絵劇『銀河鉄道の夜』（DVD ASIN B000P5FY2O）[5]
- 1983年（昭和58年） - ブラチスラヴァ国際絵本原画展（BIB） 金のリンゴ賞　絵本『銀河鉄道の夜』（ISBN 4062003953 ）
- 1989年（平成元年） - 紫綬褒章[6]
- 1993年（平成5年） - '93エキスポ大賞　影絵劇『夢ふたたび月へ』[7]（信州博覧会）の制作・ライブ上演で
- 1995年（平成7年） - 勲四等旭日小綬章[6]
- 1997年（平成9年） - '97エキスポ地球振興賞　影絵劇『夢きらめく海へ』[7]（鳥取夢みなと博覧会）の制作・ライブ上演で
- 1999年（平成11年） - 児童文化特別功労賞（日本児童文芸家協会）[8]
- 2001年（平成13年） - ジャパンエキスポ大賞（日本イベント産業振興協会）　北九州博覧祭2001の4ヶ月のライブ上演で
- 2013年（平成25年） - 第36回 巖谷小波文芸賞[10]
- 2014年（平成26年） - 第24回 宮沢賢治賞　絵本『画本 風の又三郎』（ISBN 4062185733 ）[11][12]
- 2017年（平成29年） - 2016年 第50回造本装幀コンクール『日本印刷産業連合会会長賞』　作品集『藤城清治の旅する影絵 日本』（ISBN 406219614X ）[13][14]

## ドキュメンタリー
- 一点中継・つくる「影絵作家 藤城清治」（1988年、NHK）[38]